# Воислав Михайлович
Воислав Михайлович (на сръбски: Војислав Михаиловић) е сръбски политик.
Роден на 3 септември 1951 година в Белград, негов дядо е известният генерал Дража Михайлович. През 1980 година завършва право в Белградския университет, след което работи като адвокат и търговец. През 1993 година се включва в монархистката партия „Сръбско движение за обнова“, през 1999 – 2000 година е кмет на Белград, а между 3 и 4 март 2004 година изпълнява длъжността президент на Сърбия.